# 潘达尔卡奥达
潘达尔卡奥达（Pandharkaoda），是印度马哈拉施特拉邦Yavatmal县的一个城镇。总人口26567（2001年）。

## 人口
该地2001年总人口26567人，其中男性13599人，女性12968人；0—6岁人口3383人，其中男1784人，女1599人；识字率73.76%，其中男性为79.61%，女性为67.64%。